# Englische Kirche (Stockholm)

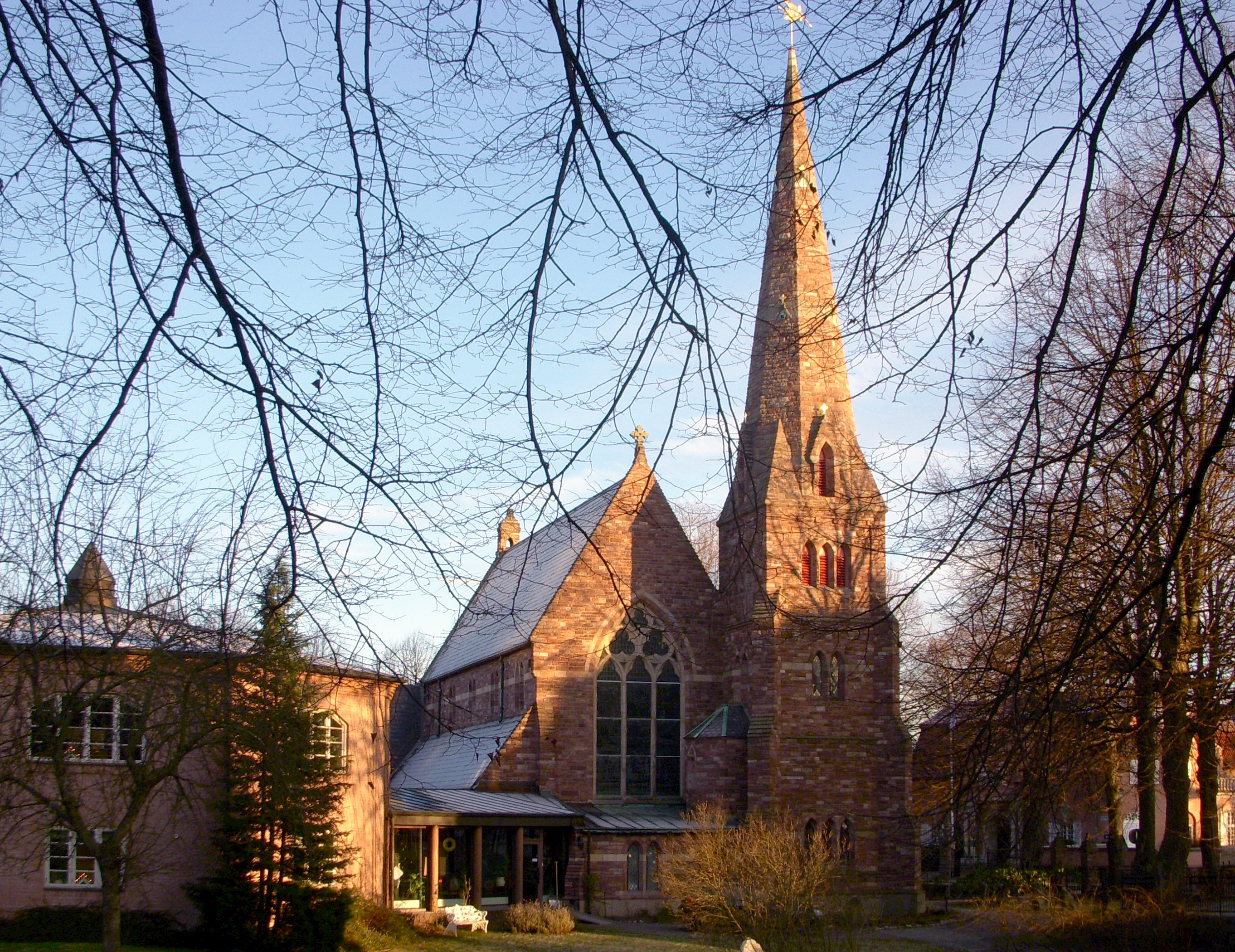
Die englische Kirche in Stockholm

Die Englische Kirche (schwedisch Engelska kyrkan) „St Peter and St Sigfrid“, ist eine Kirche im Stadtteil Östermalm in Stockholm. Die Predigten werden in englischer Sprache abgehalten. Die Gemeinde gehört zur Diözese in Europa der Church of England.

## Die Kirche
Die Kirche wurde ursprünglich im Jahr 1863 vom britischen Architekten Gustavus W. Hamilton in Liverpool entworfen und durch den Architekten James Souttar vervollständigt. Während der Jahre 1864 bis 1866 wurde die Kirche zunächst im Westen des Stadtteils Norrmalm errichtet und mit rotem Sandstein aus Roslagen in einem neugotischen Stil gebaut, sie ähnelt einer englischen Landkirche.
1913 wurde die Kirche Stein für Stein demontiert und auf ihrem jetzigen Standort im Osten Östermalms wieder aufgebaut. Hier, am östlichen Ende des neu angelegten Strandvägen, entstand ein Bebauungsplan mit exklusiven Villen, die so genannte Diplomatstaden. Eine der ersten Villen war die Botschaft für Großbritannien und deshalb wird angenommen, dass Prinzessin Margaret von Connaught und Strathearn sich für den Umzug der Kirche engagiert hatte, damit in der Nähe der Botschaft eine englische Kirche sei. Laut anderer Quellen sollte ein hier befindlicher Friedhof, der Garnisonsfriedhof, mit einer Kirche ergänzt werden.

## Der Friedhof
Wo die Englische Kirche heute steht, befand sich seit 1860 der Friedhof der Stockholmer Garnison, Garnisonskyrkogården. Hier wurden früher unter anderem Unteroffiziere, Sergeanten, Fahnenjunker und Regiments-Trommler samt deren Angehörige beigesetzt. Einige Gräber sind immer noch erhalten. Hier ruhen beispielsweise L. F. Hedlund, Fahnenjunker der Kungliga Svea livgarde zu Pferd, ausgezeichnet mit der Tapferkeitsmedaille und Träger des Sankt Georg Kreuzes, sowie J. F. Braun, Sergeant des Kongl. andra livregementet und der Sergeant Svante H. Ek mit dem kleinen Folke (lilla Folke).

## Bilder

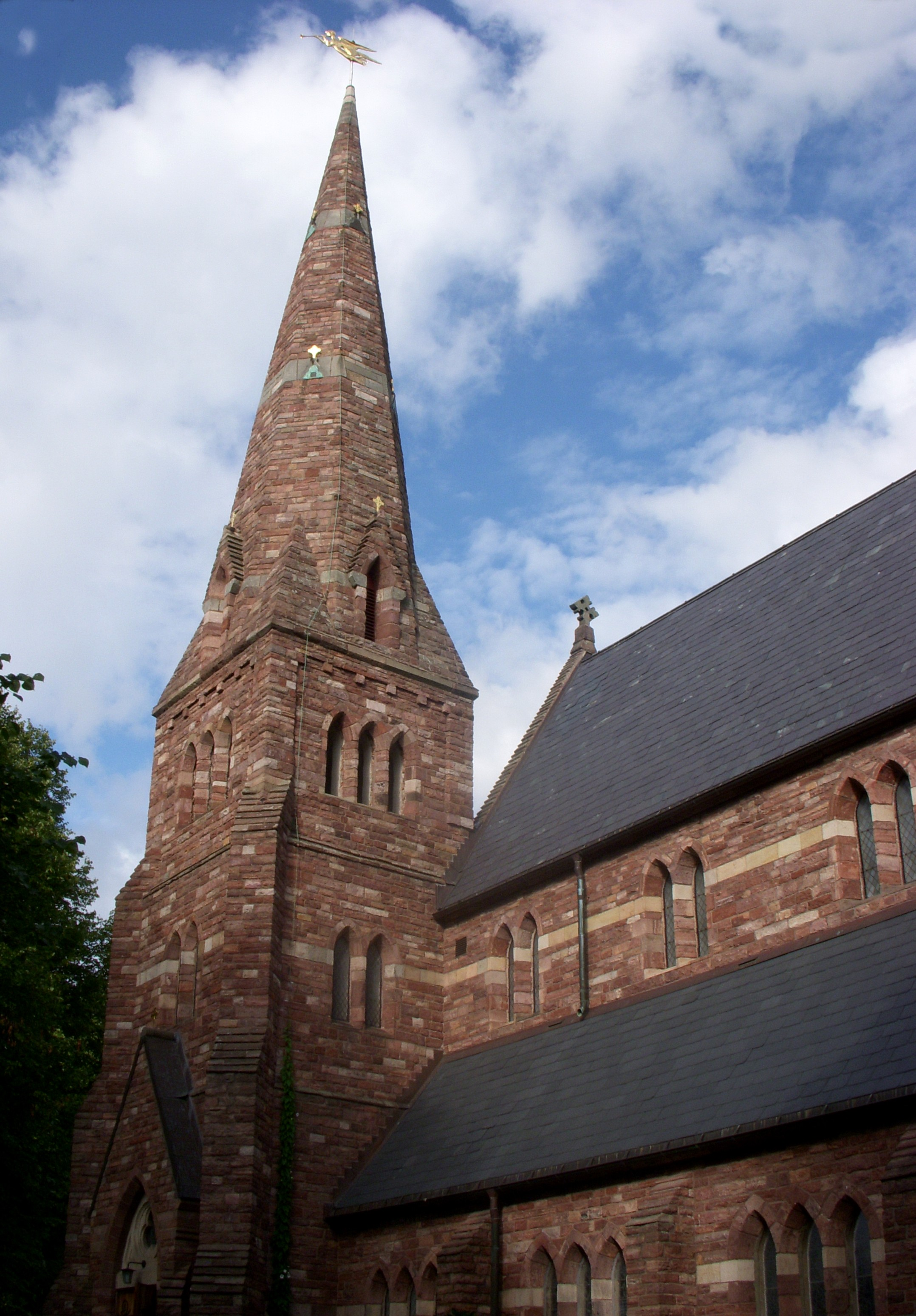
Engelska kyrkan 2008
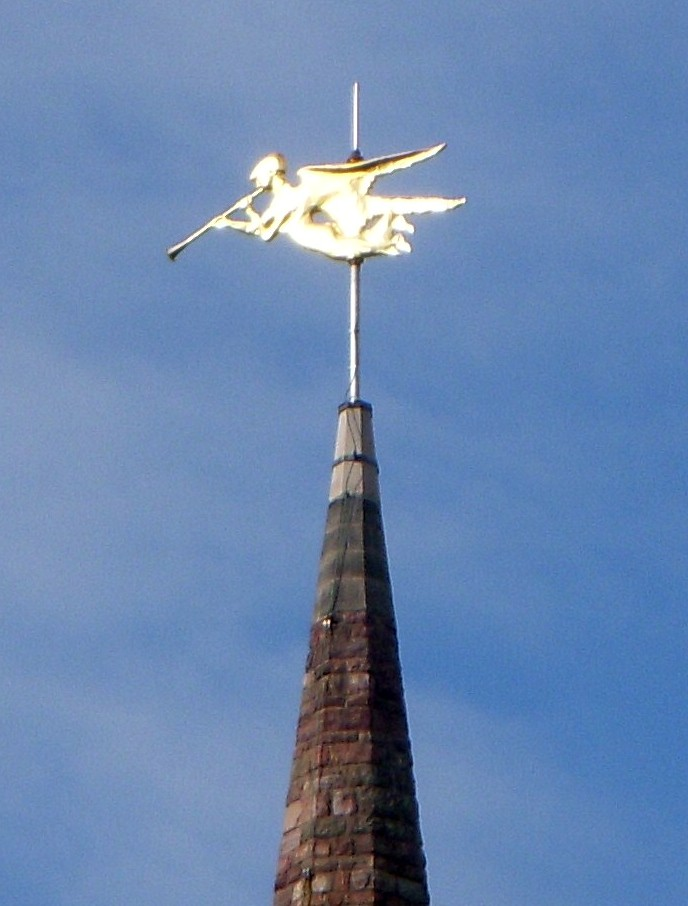
Die Turmspitze
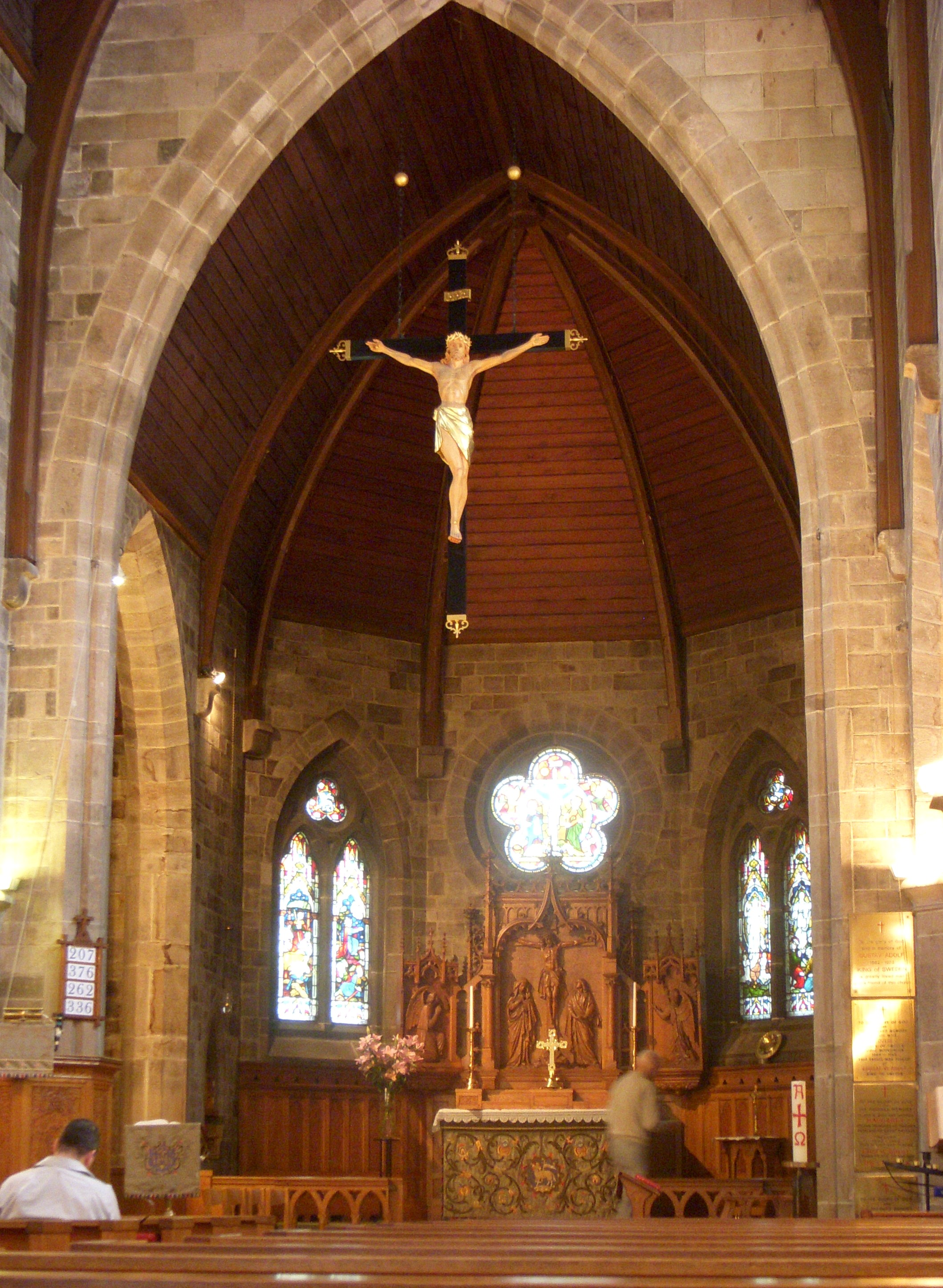
Der Altarraum
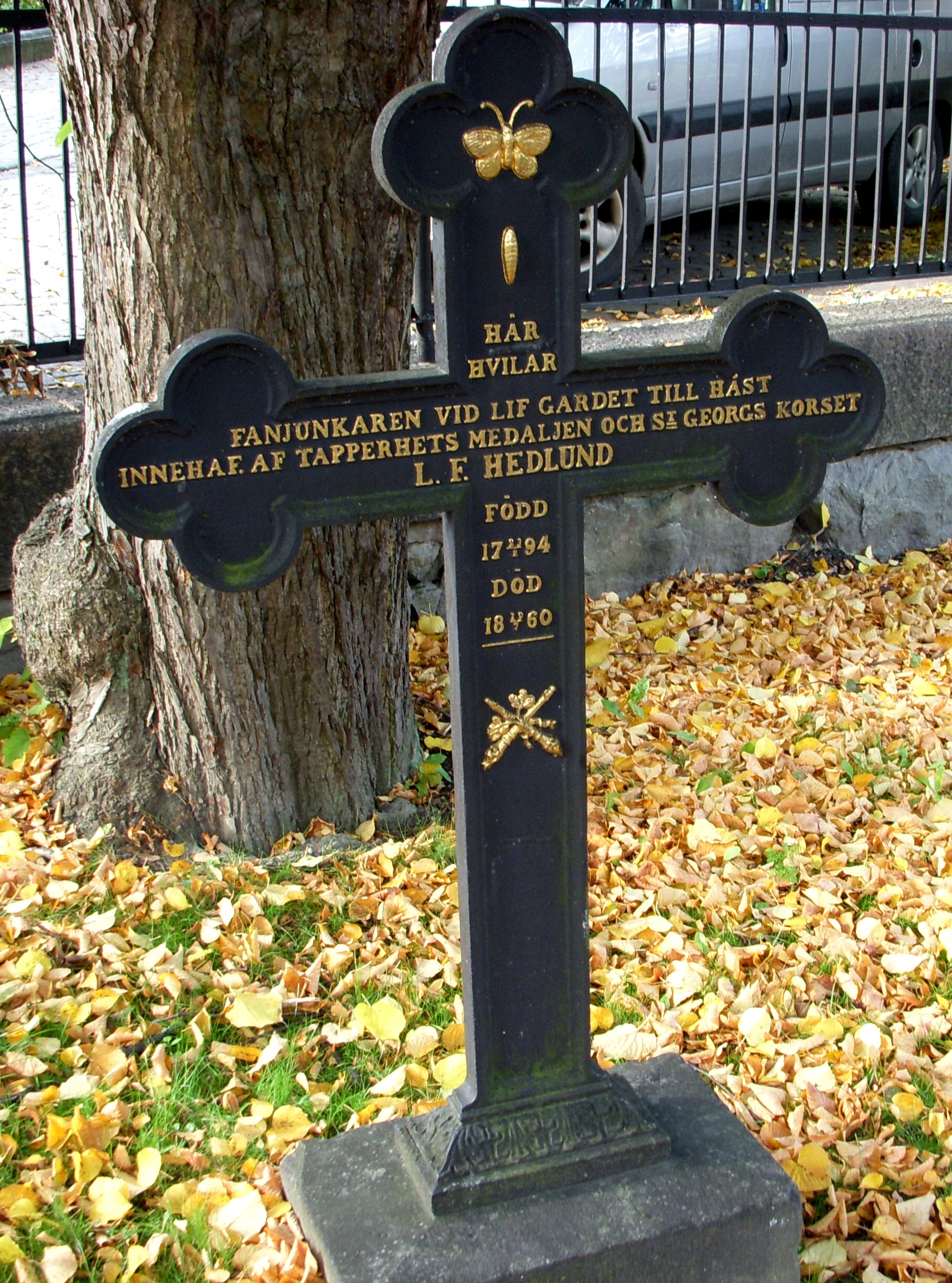
Eines der Gräber